# Pandemia de COVID-19 no País de Gales
Este artigo documenta os impactos da pandemia de COVID-19 no País de Gales e pode não incluir todas as principais respostas e medidas contemporâneas.

## Cronologia

### Fevereiro de 2020
Em 28 de fevereiro o primeiro caso foi confirmado no país, um homem vindo do norte da Itália.

### Março de 2020
Até 10 de março o número de casos havia chegado a 15. Em 16 de março, a primeira morte foi relatada em Wrexham. Em 20 de março as escolas foram fechadas. Em 23 de março, o primeiro-ministro do Reino Unido, Boris Johnson, anunciou um bloqueio do Reino Unido, mantendo apenas os serviços essenciais em aberto. Este anúncio foi seguido pelo primeiro ministro galês, Mark Drakeford, anunciando que as medidas também cobririam o país de Gales e entrariam em vigor a partir dessa noite. As medidas adotadas restringem as pessoas a deixar suas casas para viagens não essenciais, com exercícios externos limitados a uma vez por dia. Reuniões de duas ou mais pessoas, exceto indivíduos da mesma casa, foram proibidas, enquanto bares, restaurantes (com exceção de itens para viagem) e lojas que vendiam "bens não essenciais" eram obrigados a fechar.
Em 26 de março, Snowdon e outras montanhas galesas foram fechadas ao público, depois que um número maior de pessoas se reuniu nas montanhas nos dias anteriores. Outros pontos turísticos também seriam fechados. Em 27 de março, a polícia de North Wales estava patrulhando a fronteira entre o País de Gales e a Inglaterra porque os visitantes estavam ignorando as instruções para ficar em casa e viajando para o país de Gales. Em muitos casos, a polícia estava parando carros a entrar na Inglaterra.

### Abril de 2020
Em 2 de abril, o número de casos confirmados chegou a 2 mil e o número de mortes chegou a 100. Em 5 de abril, os casos chegaram a 3.000. Em 7 de abril, o número de mortes passou a marca das 200. No mesmo dia, medidas de distanciamento no local de trabalho, impondo uma distância de dois metros entre as pessoas, tornaram-se lei no País de Gales, exigindo que os empregadores tomem "todas as medidas razoáveis". Em 8 de abril, o número de casos aumentou para 4.000 para 4.073, com 245 mortes notificadas.
Em 17 de abril, a Public Health Wales relatou, pela primeira vez, as áreas onde ocorreram as mortes no país de Gales (até o momento, 506). Quase todos ocorreram no sudeste, com 12 mortes compartilhadas entre as outras áreas do conselho de saúde, cobrindo o oeste, o centro e o norte do país. Mais tarde, foi descoberto que houve um atraso no relatório dos dados do Conselho de Saúde da Universidade Betsi Cadwaladr. Mark Drakeford anunciou que o bloqueio poderia continuar no país, mesmo que fosse levantado em outro lugar no Reino Unido.

### Maio de 2020

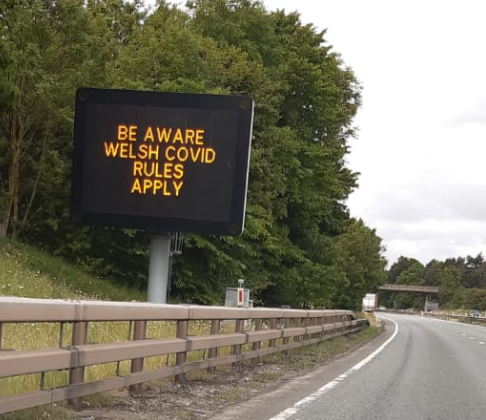
Placa no limite entre Gales e Inglaterra. Junho de 2020.

Em 8 de maio, o Primeiro Ministro Mark Drakeford anunciou que o bloqueio seria prorrogado por mais três semanas. Ele também anunciou mudanças referidas como "modestas" nas medidas já em vigor: alguns centros de jardinagem seriam autorizados a reabrir, e as pessoas agora podiam se exercitar ao ar livre mais de uma vez por dia. Em 10 de maio, o primeiro-ministro Johnson anunciou flexibilizações no bloqueio na rede televisão britânica, o gerou algumas retaliações por parte do País de Gales.

### Julho de 2020
Em 6 de julho, não houve mortes confirmadas no país de Gales pela primeira vez desde o início da pandemia. Em 10 de julho, pela segunda vez, o país de Gales não confirmou mortes. Drakeford anunciou mudanças nas restrições de bloqueio e datas especificadas para a reabertura de empresas de hospitalidade, salões de beleza e cabelos e instalações de lazer ao ar livre. Ele afirmou que Frank Atherton, diretor médico do país de Gales, "confirmou que temos alguma capacidade de aliviar ainda mais as restrições nas próximas três semanas".

Em 21 de julho, o país de Gales não registrava novas mortes pela oitava vez em um mês. No entanto, os números divulgados pela Inspetoria do País de Gales confirmaram que houve 736 mortes de residentes em casas de repouso ligadas ao vírus até 17 de julho, com o número total de mortes 71% maior que no mesmo período do ano passado. Em 25 de julho, o País de Gales não registrou mortes pela décima vez em um mês.